# Collana di perle (Lanz Khan)
Collana di perle è il quarto album in studio del rapper italiano Lanz Khan.

## Il disco
La foto di copertina raffigura l'attrice e modella statunitense Marilyn Monroe mentre morde una collana di perle, in riferimento al titolo del disco. Tale foto è stata scattata sei settimane prima della morte dell'attrice dal fotografo Bert Stern in quello che sarebbe poi diventato l'ultimo set fotografico della modella per la rivista Vogue.

## Tracce
1. Fumi-e - 1:59
2. Kandinsky Innamorato (feat. Eddy Veerus) - 2:47
3. Street Louvre (feat. Warez, Jangy Leon, DJ lil cut) - 3:47
4. Collana di Perle - 3:44
5. Tinta Roja (feat. En?gma, Francikario) - 3:37
6. Mille Baci con l'Inox (feat. DJ lil cut) - 4:04
7. Gioielli Rubati (feat. Zampa) - 3:05
8. Aristotele vs Venom (feat. DJ lil cut) - 2:38
9. Keyser Söze - 3:02
10. Le Chiese Son Chiuse di Notte - 3:57
11. Notre-Dame (feat. Lexotan) - 3:40

## Formazione

### Musicisti
- Lanz Khan - voce
- Eddy Veerus - voce aggiuntiva (traccia 2)
- Warez - voce aggiuntiva (traccia 3)
- Jangi Leon - voce aggiuntiva (traccia 3)
- En?gma - voce aggiuntiva (traccia 5)
- Francikario - voce aggiuntiva (traccia 5)
- Zampa - voce aggiuntiva (traccia 7)
- Lexotan - voce aggiuntiva (traccia 11)

### Produzioni
- Marz - produzione (traccia 1)
- Yazee - produzione (tracce 2, 3, 6, 11)
- Lanz Khan - produzione (tracce 4, 9)
- St. Luca Spenish - produzione (traccia 5)
- Flesha - produzione (traccia 7)
- Weirdo - produzione (traccia 8)
- 0% - produzione (traccia 9)
- Vinnie Brown - produzione (traccia 10)
- DJ lil cut - scratch (tracce 3, 6, 8)